# Das Survival-Duo: Zwei Männer, ein Ziel
Das Survival-Duo: Zwei Männer, ein Ziel, im englischen Original Dual Survival, ist eine Survival-Dokumentarfilmreihe, die von der US-amerikanischen Produktionsfirma Original Media produziert wird. In Amerika wird die Serie auf dem Discovery Channel, in Deutschland auf DMAX ausgestrahlt. Das Programm wird von zwei Überlebensexperten moderiert, die verschiedene Überlebenstechniken demonstrieren: Cody Lundin, Experte für Überlebenstechniken mit mehr als 20 Jahren Erfahrung, und Dave Canterbury, Ex-Soldat, Fallschirmspringer und passionierter Jäger. Die erste Staffel hatte in Deutschland ihre Premiere am 5. September 2010 auf dem Sender DMAX. Es folgten die zweite Staffel 2011, nach einer Pause von etwa anderthalb Jahren die dritte Staffel im Jahr 2013 und die vierte Staffel 2014. Die fünfte Staffel wurde ab dem 24. August 2015 ausgestrahlt.

## Handlung
In jeder Episode demonstrieren die Darsteller allgemeine Überlebenssituationen, wie z. B. als ausgesetzte Segler, verirrte Wanderer oder Bergsteiger, und müssen einige Tage überleben, bis sie zur Zivilisation zurückfinden. Als Ausrüstung haben sie immer nur einige Hilfsmittel und unvollständige Ausrüstung. Auf ihrem Weg demonstrieren sie, wie man in der jeweiligen Region überlebt und wie man verschiedene Ausrüstungen baut. Die Strategien sind dabei sehr unterschiedlich, was zu gelegentlichen Konflikten führt. Lundin, welcher seit über 20 Jahren keine Schuhe trägt, lief zum Beispiel in schwierigem Terrain sehr langsam. Canterbury war davon nie sehr begeistert und stand Lundins Lebensweise allgemein eher kritisch gegenüber.

## Wechsel der Besetzung
Im Juli 2012 wurde bekannt, dass Dave Canterbury aus der Serie ausgestiegen ist. Es stellte sich heraus, dass Canterbury in Bezug auf seine militärische Vergangenheit die Unwahrheit gesagt hatte. Zwar war er mehrere Jahre bei der US Army, aber niemals als Scharfschütze oder Ranger. Er wurde ab der dritten Staffel durch den neuen Experten Joseph Teti ersetzt. Lundin wurde während der vierten Staffel nach seinen Angaben aufgrund von Differenzen über Sicherheits- und Gesundheitsbelange entlassen. Lundin wurde durch den Survival-Experten Matt Graham ersetzt.

## Episoden
Es wurden bisher 56 Episoden in fünf Staffeln produziert. Jede Episode spielt an einem anderen Ort der Erde, wobei der Kontinent Antarktika als einziger bisher noch keinen Handlungsort in einer Episode bildete. Zudem spielen fast ein Drittel aller bisherigen Episoden auf US-amerikanischem Festland.

### Staffel 1
| Nr. (ges.) | Nr. (St.) | Deutscher Titel            | Originaltitel       | Erstausstrahlung USA | Deutschsprachige Erstausstrahlung (D) | Handlungsort                  |
| ---------- | --------- | -------------------------- | ------------------- | -------------------- | ------------------------------------- | ----------------------------- |
| 1          | 1         | Gestrandet in Nova Scotia  | Shipwrecked         | 11. Juni 2010        | 5. Sep. 2010                          | Nova Scotia                   |
| 2          | 2         | Rutschige Gletscherpartie  | Failed Ascent       | 18. Juni 2010        | 19. Sep. 2010                         | Neuseeland                    |
| 3          | 3         | In den Höhlen von Belize   | Out of Air          | 25. Juni 2010        | 26. Sep. 2010                         | Belize                        |
| 4          | 4         | Im Tal der Vulkane         | Desert Breakdown    | 2. Juli 2010         | 3. Okt. 2010                          | Andahua-Tal, Peru             |
| 5          | 5         | Panik im Dschungel         | Panic in the Jungle | 9. Juli 2010         | 12. Sep. 2010                         | Laos                          |
| 6          | 6         | Ochsenfrosch zum Abendbrot | Swamped             | 16. Juli 2010        | 17. Okt. 2010                         | Louisiana                     |
| 7          | 7         | In der Wildnis Arizonas    | Split Up            | 23. Juli 2010        | 10. Okt. 2010                         | Arizona                       |
| 8          | 8         | Willkommen im Regenwald    | Soaked              | 30. Juli 2010        | 24. Okt. 2010                         | Olympic-Halbinsel, Washington |
| 9          | 9         | Hurrikan auf Hispaniola    | After the Storm     | 13. Aug. 2010        | 31. Okt. 2010                         | Dominikanische Republik       |
| 10         | 10        | In den Sümpfen Brasiliens  | Bogged Down         | 20. Aug. 2010        | 7. Nov. 2010                          | Pantanal, Brasilien           |

### Staffel 2
| Nr. (ges.) | Nr. (St.) | Deutscher Titel            | Originaltitel     | Erstausstrahlung USA | Deutschsprachige Erstausstrahlung (D) | Handlungsort             |
| ---------- | --------- | -------------------------- | ----------------- | -------------------- | ------------------------------------- | ------------------------ |
| 11         | 1         | Auf Feuerland              | Slash and Burn    | 22. Apr. 2011        | 28. Aug. 2011                         | Feuerland, Argentinien   |
| 12         | 2         | Lawinengefahr              | Buried Alive      | 29. Apr. 2011        | 11. Sep. 2011                         | Rocky Mountains, Wyoming |
| 13         | 3         | In den Everglades          | Stuck in the Muck | 6. Mai 2011          | 14. Aug. 2011                         | Everglades, Florida      |
| 14         | 4         | Im Dschungel Thailands     | Bitten            | 13. Mai 2011         | 2. Okt. 2011                          | Thailand                 |
| 15         | 5         | In den Great Plains        | Frozen Plains     | 20. Mai 2011         | 18. Sep. 2011                         | Great Plains, Montana    |
| 16         | 6         | In der Steppe Afrikas      | Out of Africa     | 24. Mai 2011         | 9. Okt. 2011                          | KwaZulu-Natal, Südafrika |
| 17         | 7         | Verloren im Nebelwald      | Out of the Clouds | 27. Mai 2011         | 4. Sep. 2011                          | Panama                   |
| 18         | 8         | Gestrandet im Pazifik      | Adrift            | 3. Juni 2011         | 25. Sep. 2011                         | Pazifischer Ozean        |
| 19         | 9         | Staubige Zeiten in Mexiko  | Eating Dust       | 10. Juni 2011        | 21. Aug. 2011                         | Baja California          |
| 20         | 10        | Im Okavango-Delta          | Hippo Island      | 17. Juni 2011        | 16. Okt. 2011                         | Okavangodelta, Botswana  |
| 21         | 11        | In den Appalachen          | Up the River      | 24. Juni 2011        | 23. Okt. 2011                         | Appalachen, Kentucky     |
| 22         | 12        | Verloren im Holzfällerland | Road to Nowhere   | 1. Juli 2011         | 30. Okt. 2011                         | Maine                    |

### Staffel 3
| Nr. (ges.) | Nr. (St.) | Deutscher Titel                     | Originaltitel       | Erstausstrahlung USA | Deutschsprachige Erstausstrahlung (D) | Handlungsort                   |
| ---------- | --------- | ----------------------------------- | ------------------- | -------------------- | ------------------------------------- | ------------------------------ |
| 23         | 1         | Am staubigsten Ort der Erde         | Mars on Earth       | 1. Jan. 2013         | 28. Apr. 2013                         | Atacamawüste, Chile            |
| 24         | 2         | Im Low Veld von Südafrika           | On the Menu         | 8. Jan. 2013         | 19. Mai 2013                          | Low Veld, Südafrika            |
| 25         | 3         | Im Wüstenbecken New Mexicos         | Into the Frying Pan | 15. Jan. 2013        | 21. Apr. 2013                         | Chihuahua-Wüste, New Mexico    |
| 26         | 4         | Wildes Hawaii                       | Trouble in Paradise | 22. Jan. 2013        | 12. Mai 2013                          | Hawaii                         |
| 27         | 5         | Quer durch Ost-Ecuador              | The Green Hell      | 29. Jan. 2013        | 5. Mai 2013                           | Oriente, Ecuador               |
| 28         | 6         | Auf dem Maderas-Vulkan              | Twin Peaks          | 5. Feb. 2013         | 14. Apr. 2013                         | Maderas, Ometepe, Nicaragua    |
| 29         | 7         | Gefährliches Sambia                 | Meltdown            | 12. Feb. 2013        | 26. Mai 2013                          | Sambia                         |
| 30         | 8         | Die Siebenbürger Westkarpaten       | Belly of the Beast  | 19. Feb. 2013        | 9. Juni 2013                          | Karpaten, Rumänien             |
| 31         | 9         | Verschollen auf Fidschi             | Castaways           | 26. Feb. 2013        | 16. Juni 2013                         | Fidschi                        |
| 32         | 10        | Eingeschneit in den Rocky Mountains | Rocky Mountain High | 5. März 2013         | 23. Juni 2013                         | Rocky Mountains, Colorado      |
| 33         | 11        | Tückische Wälder in Nordkalifornien | Misty Mountain Drop | 12. März 2013        | 30. Juni 2013                         | Klamath Mountains, Kalifornien |

### Staffel 4
| Nr. (ges.) | Nr. (St.) | Deutscher Titel                | Originaltitel                    | Erstausstrahlung USA | Deutschsprachige Erstausstrahlung (D) | Handlungsort                            |
| ---------- | --------- | ------------------------------ | -------------------------------- | -------------------- | ------------------------------------- | --------------------------------------- |
| 34         | 1         | Auf Sri Lanka – Teil 1         | No End in Sight – Part 1         | 23. Apr. 2014        | 31. Aug. 2014                         | Sri Lanka                               |
| 35         | 2         | Auf Sri Lanka – Teil 2         | No End in Sight – Part 2         | 30. Apr. 2014        | 7. Sept. 2014                         | Sri Lanka                               |
| 36         | 3         | Tödliche Dünen im Oman         | Deadly Dunes                     | 7. Mai 2014          | 14. Sept. 2014                        | Rimal Al Wahiba, Hadschar-Gebirge, Oman |
| 37         | 4         | Eiskaltes Norwegen             | Glacial Downfall                 | 14. Mai 2014         | 21. Sept. 2014                        | Norwegen                                |
| 38         | 5         | Hinter den Kulissen            | Journey’s End to a New Beginning | 21. Mai 2014         | 28. Sept. 2014                        | mehrere A1                              |
| 39         | 6         | Die verlassenen Inseln Panamas | No Man Is an Island              | 28. Mai 2014         | 5. Okt. 2014                          | Panama                                  |
| 40         | 7         | Gefährliches Yucatan           | Mayan Mayhem                     | 4. Juni 2014         | 12. Okt. 2014                         | Yucatán, Mexiko                         |
| 41         | 8         | Geheimnisvolles Peru           | On the Edge                      | 11. Juni 2014        | 19. Okt. 2014                         | Anden, Peru                             |
| 42         | 9         | Im Dschungel Vietnams          | End of the Road                  | 18. Juni 2014        | 26. Okt. 2014                         | Vietnam                                 |
| 43         | 10        | Auf den Fjorden Neuseelands    | One Shot, One Kill               | 25. Juni 2014        | 2. Nov. 2014                          | Fiordland-Nationalpark, Neuseeland      |

Anmerkung

### Staffel 5
| Nr. (ges.) | Nr. (St.) | Deutscher Titel                 | Originaltitel             | Erstausstrahlung USA | Deutschsprachige Erstausstrahlung (D) | Handlungsort                      |
| ---------- | --------- | ------------------------------- | ------------------------- | -------------------- | ------------------------------------- | --------------------------------- |
| 44         | 1         | Mörderischer Canyon             | Into the Canyons          | 21. Jan. 2015        | 24. Aug. 2015                         | Utah                              |
| 45         | 2         | Unter Schwarzbären              | Grin and Bear It          | 28. Jan. 2015        | 25. Aug. 2015                         | Allegheny Mountains, Pennsylvania |
| 46         | 3         | Die Albtrauminsel – Teil 1      | Down and Out – Part 1     | 4. Feb. 2015         | 26. Aug. 2015                         | Bermudadreieck                    |
| 47         | 4         | Die Albtrauminsel – Teil 2      | Down and Out – Part 2     | 11. Feb. 2015        | 27. Aug. 2015                         | Bermudadreieck                    |
| 48         | 5         | In den Sümpfen Georgias         | Swamplandia               | 18. Feb. 2015        | 28. Aug. 2015                         | Georgia                           |
| 49         | 6         | Gefangen am Vulkan – Teil 1     | Out of the Ashes – Part 1 | 25. Feb. 2015        | 31. Aug. 2015                         | Kleine Antillen                   |
| 50         | 7         | Gefangen am Vulkan – Teil 2     | Out of the Ashes – Part 2 | 4. März 2015         | 1. Sep. 2015                          | Kleine Antillen                   |
| 51         | 8         | Im Urwald von Costa Rica        | Waterlogged               | 11. März 2015        | 2. Sep. 2015                          | Costa Rica                        |
| 52         | 9         | Im Land der Fallensteller       | Coastal Catastrophe       | 18. März 2015        | 3. Sep. 2015                          | Pazifischer Nordwesten            |
| 53         | 10        | In den Bergen Wyomings – Teil 1 | Winter Vortex – Part 1    | 1. Apr. 2015         | 4. Sep. 2015                          | Rocky Mountains, Wyoming          |
| 54         | 11        | In den Bergen Wyomings – Teil 2 | Winter Vortex – Part 2    | 8. Apr. 2015         | 7. Sep. 2015                          | Rocky Mountains, Wyoming          |
| 55         | 12        | Hart, Härter, Himalaya          | Himalayan Hardship        | 15. Apr. 2015        | 8. Sep. 2015                          | Himalaya, Nepal                   |
| 56         | 13        | Unter der Sonne Namibias        | Namibian Nightmare        | 22. Apr. 2015        | 9. Sep. 2015                          | Namibia                           |

## Rezeption
Dual Survival lag in den USA an erster Stelle der Kabelprogramme bei Männern 25–54/18–49/18–34, an erster Stelle der Originalserien auf Kabelprogrammen bei Personen 25–54/18–49/18–34 und an dritter Stelle der Originalserien auf Kabelprogrammen bei Frauen 25–54 Jahre. Die Zuschauer haben besonders auf Szenen geachtet, die gestellt oder „fake“ erschienen. Sie bemerkten beispielsweise, dass Graham seinem Partner Teti eine Schachtel Streichhölzer mit roten Kuppen übergab, als Teti sie in der Hand hielt, waren sie jedoch grün. Als Teti sie wieder zurückgab, waren sie plötzlich wieder rot.